# Ginuwine
Elgin Baylor Lumpkin (Washington D.C., 15 oktober 1970), beter bekend als Ginuwine, is een Amerikaanse r&b-zanger. Onder contract bij Epic Records was Ginuwine vooral in de VS in de late jaren 90 een van de meest succesvolle r&b-artiesten.
Nadat hij was afgestudeerd aan de universiteit in 1996, werd Ginuwine door de r&b-groep Jodeci ontdekt. In datzelfde jaar bracht hij zijn debuutalbum, Ginuwine ... The Bachelor, dat door Timbaland is geproduceerd. Op dit album staan de singles Pony en zijn cover van de Prince-klassieker When Doves Cry, in de hitlijsten zijn meest succesvolle tracks. In 1999 bracht hij zijn tweede album uit, 100% Ginuwine, eveneens door Timbaland geproduceerd. Op het album The Life bevindt zich Differences, die #4 bereikte in de US Billboard charts, zijn grootste hit. 2003 en 2005 werden gevolgd door de albums The Senior en Back II Da Basics. Na een lange pauze meldde hij zich in 2009 met het album A Man's Thoughts terug.

## Discografie
Albums
- 1996: Ginuwine...the Bachelor
- 1999: 100% Ginuwine
- 2001: The Life
- 2003: The Senior
- 2005: Back II Da Basics
- 2009: A Man's Thoughts
- 2011: Elgin

- Biblioteca Nacional de España: XX1528006
- Bibliothèque nationale de France: cb14000384d (data)
- Gemeinsame Normdatei: 135019494
- International Standard Name Identifier: 0000 0001 0844 582X
- Library of Congress Control Number: no99036697
- MusicBrainz: 9e5fd95d-c0c1-412c-be11-06e7fbe99556
- Nationale Bibliotheek van Tsjechië: xx0043874
- Système universitaire de documentation: 077444329
- Virtual International Authority File: 34653969